# Boyard
Pour les articles homonymes, voir Boyard (homonymie).

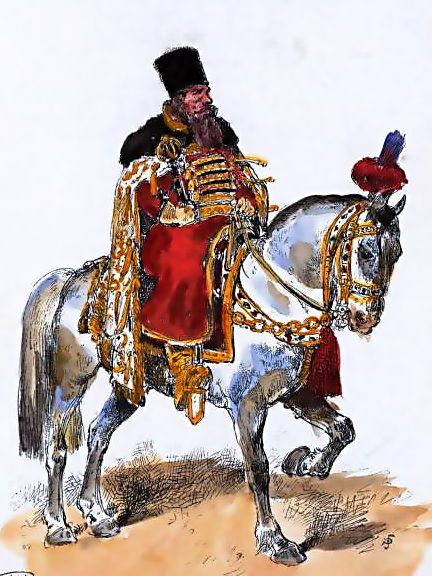
Boyard russe au XVIIe siècle.

Un boyard, ou boïar (en ukrainien : боярин, boïaryne ; en russe : боярин, boïarine ; en bulgare : бойлα, boïla, ou болярин, boliarine ; en roumain : boier) est un aristocrate des pays orthodoxes non grecs d'Europe de l'Est : Ukraine, Biélorussie, Moldavie, Valachie, Transylvanie, Russie, Serbie, Bulgarie. Étymologiquement, le terme boyard prend son origine du terme boi qui signifie combat. Bien que considérés comme des aristocrates, les boyards, avant le règne d'Ivan III étaient fondamentalement reconnus comme de grands chefs militaires et des guerriers.

## Généralités
Les boyards sont attestés dès la Rus' de Kiev mais étaient également présents dans les pays orthodoxes des Balkans, sous le nom de joupan ou ispán (bulgare : жупан, roumain : jupân ; en grec : γύπηανος / gýpianos, tous dérivés du slavon жупънь : « maître de la terre »). À partir du XIVe siècle, le terme de « boyard » s'étend également dans les principautés à majorité roumanophone de Transylvanie, de Moldavie et de Valachie (roumain boier), alors que dans les Balkans et dans le sud de l'actuelle Ukraine, cette classe aristocratique disparaît avec la conquête turque.
Si boyard ou ispán constituaient bien un titre nobiliaire, en revanche ni Князь (kniaz), ni voïvode, hospodar ou autre dignité de souveraineté et de gouvernance n'étaient des titres comme le sont archiduc, duc, marquis, comte ou baron, car ces dignités étaient en fait des offices où l'on était nommé ou révoqué, que l'on pouvait parfois acheter, et qui, dans certains pays (principautés roumaines) étaient électifs : le souverain était élu par le sfat domnesc (« conseil princier ») parmi les nobles qui s'y assemblaient. Toutefois, on peut considérer ces boyards comme de grandes figures majeures de l'époque, celles-ci qui se sont mérités des titres, de vastes terres et un pouvoir important. De plus, ces derniers bénéficiaient de grands privilèges et de droits leur offrant une certaine prétention que d'autres ne jouissaient pas.

### Ordres de boyards
Il existait différents ordres de boyards depuis les malyïé boïarié (équivalant à des chevaliers ou des baronnets), jusqu'aux velikiïé boïarié (en roumain Boieri mari) qui composaient les familles souveraines des pays orthodoxes. À titre d'exemple, le miéstnitchestvo constitue un modèle de hiérarchisation féodal qui était primé à une certaine époque, notamment du XVe et du XVIIe siècle.

Noce dans une famille boyarde du XVIIe siècle, par Konstantin Makovski (1833).

On peut citer par exemple les tsars de Russie, qui, depuis les premiers princes de Moscou, étaient devenus kniaz (prince ou duc), puis velikiï kniaz (grand-prince ou grand-duc) de Moscou avant de se proclamer « tsars de toutes les Russies ». Ou encore saint Irénarque, fils de boyard moldave.
Les ordres des boyards étaient moins endogames que leurs équivalents occidentaux, de même que la noblesse orthodoxe en général était beaucoup moins endogame par rapport aux roturiers. Les mariages entre membres de différentes classes, voire avec des roturiers, étaient fréquents, le moins noble ou roturier étant systématiquement élevé. Cette exogamie était davantage permise aux hommes qu'aux femmes : ainsi, la fille d'un velikiï kniaz devait faire un beau mariage en s'alliant à une autre famille puissante, alors qu'un fils, par exemple l'héritier dudit velikiï kniaz, pouvait tout à fait se marier à une roturière. C'est d'ailleurs le cas pour bon nombre de tsarines.
Les malyïé boïarié récemment anoblis étaient appelés barynes dans l'Empire russe, ce qui fut parfois improprement traduit en français par barons (ce titre n'étant apparu que sous Pierre le Grand qui mit par ailleurs fin à la « boyardise »).

## Ukraine et Biélorussie
Au XIe siècle, les boyards ruthènes détenaient un pouvoir important au sein de la société grâce au soutien militaire substantiel qu'ils accordaient aux princes de la Rus' de Kiev. En fait, leur pouvoir et leur prestige dépendent presque exclusivement des alliances qu'ils parviennent à tisser avec les seigneurs féodaux.
Les boyards occupaient les plus hautes fonctions de l'État et, par l'intermédiaire du conseil, au sein duquel le souverain jouissait de la seule autorité de primus inter pares, ils influençaient les décisions du prince. Ils recevaient ainsi un grand nombre de terres et, en tant que membres du conseil, étaient les plus hauts législateurs de la Ruthénie.
Après l'invasion mongole du XIIIe siècle, les boyards galiciens ont eu une grande influence et un grand pouvoir dans la vie du royaume de Rus' et ont souvent organisé des révoltes contre le prince, ce qui a joué un rôle important dans le déclin du royaume. Au XIVe siècle, les boyards de Galicie ont été en partie incorporés à la noblesse polonaise de l'Ouest. Dans le Grand-Duché de Lituanie, la noblesse ruthène maintient son influence jusqu'au début de l'influence de la Pologne sur la Lituanie. Aux XIVe et XVe siècles, ceux qui n'ont pas réussi à acquérir le statut de noble ont participé à la formation de l'organisation militaire cosaque dans la partie méridionale de l'État polono-lituanien.

## Russie impériale

### La période des Grands-ducs
La classe des boyards prend de l'importance à partir de l'an 1000 dans les États orthodoxes, de la Serbie et de la Bulgarie à la Ruthénie, en passant par les voïvodats roumains du Bas-Danube. Lorsque la principauté de Moscou commence à rassembler les autres duchés russes, les tsars appuieront leur pouvoir sur les boyards.

### Les réformes de Pierre le Grand
Pierre Ier arriva au pouvoir après une situation inédite dans l'histoire russe. Il dut partager le pouvoir avec son demi-frère Ivan V pendant 14 ans avant de rester le seul tsar. Les deux princes étaient très jeunes (10 ans et 16 ans) à la mort d'Alexis Ier. Les boyards, profitant de leur jeunesse et du fait qu'il y ait deux prétendants au trône, réussirent à faire proclamer les deux princes co-tsars. Cette situation leur permit d'accroître leur pouvoir personnel au détriment de la couronne. Affecté par cette situation, semblable à celle de Louis XIV jeune en France, Pierre Ier agit de manière similaire à celle du Roi-Soleil français en décidant de priver les boyards de leur pouvoir, de les rapprocher de la Cour pour mieux les surveiller et d'en faire un dvorianstvo, c'est-à-dire une classe d'aristocrates (certains héréditaires) au service de l'empereur.
Il instaura ainsi la table des Rangs, qui pour chaque poste au sein de l'administration (militaire ou civil) accordait un rang (tchiny) dans la Table (le tchin). Une table comptait en général 14 rangs (bien qu'il ait pu y en avoir plus ou moins selon la table), le 8e rang accordait la noblesse non héréditaire à son récipiendaire. Le 4e rang s'accompagnait de la noblesse héréditaire, mais pas forcément d'un titre. Les premier et second rangs n'étaient accessibles que sur décision du tsar et s'accompagnaient de l'octroi d'un titre (en général un titre de comte héréditaire).

### L'occidentalisation de la noblesse
Comme à Versailles, cela fonctionna immédiatement : une véritable obsession du tchin naquit dans toute l'aristocratie dès l'instauration de la table des Rangs.
Après les réformes de Pierre le Grand, le dvorianstvo s'occidentalise, notamment sous l'impulsion de Catherine II, et se divise comme l'aristocratie ouest-européenne en classes socialement endogames ; à l'intérieur de chaque classe, elle contracte de nombreuses alliances hors de Russie, et notamment dans le Saint-Empire romain germanique. Le titre de tsar est remplacé par celui d'imperator, en français empereur, et les titres de la famille impériale commencent à prendre des dénominations occidentales et notamment françaises : le tsarevitch (héritier du trône) devient grand-duc de Moscou, ses frères et sœurs, grands-ducs et grandes-duchesses. Les qualifications nobiliaires font leur apparition, ainsi que les titres de duc, comtes et barons.
Néanmoins, l'organisation de la noblesse réservait ces titres à l'élite de l'aristocratie, puisque les rangs du tchin suffisaient à faire la distinction entre un noble héréditaire, un noble viager et un roturier.

### La fin de la noblesse russe
Le dvorianstvo connut un clivage entre conservateurs, qui s'en tenaient aux valeurs ancestrales de l'orthodoxie et de l'absolutisme du tsar, et les réformateurs, imprégnés par l'esprit des Lumières, qui obtinrent en 1861 l'abolition du servage et espéraient encore en vain une monarchie constitutionnelle. Il semble néanmoins que le courant traditionaliste soit de tout temps resté majoritaire comme l'atteste l'utilisation des termes russophones par la majorité des Russes et des Occidentaux alors que ces appellations n'avaient plus cours depuis Pierre Ier.
Ces nombreuses disputes idéologiques au sein de la noblesse, ainsi que l'extrémisme de certains réformateurs conduiront les souverains et notamment Nicolas II à se réfugier dans le conservatisme et l'autocratie. Ce profond immobilisme politique et institutionnel finira par déclencher des révoltes de plus en plus nombreuses, jusqu'à la révolution russe qui vit l'abolition de la monarchie en février 1917. À la suite du coup d'État bolchevik d'octobre 1917, la dvorianie est abolie comme toutes les autres classes sociales. À partir de 1917, deux courants vont brièvement apparaître.
Le premier est composé du noyau dur monarchiste, ainsi que de fidèles au dernier empereur, qui prendront les armes pour une contre-révolution : il s'agit des « Russes blancs » (en référence à la couleur de la monarchie). Cette contre-révolution composée de différentes armées blanches au quatre coin de l'empire russe, échouera après deux années de guerre civile face à l'Armée rouge ; les derniers Russes blancs verront leurs têtes mises à prix et devront fuir, dans un premier temps cachés par des sympathisants à la cause du tsar, puis lors de l'instauration des premières politiques de terreur, vers l'Europe occidentale et majoritairement la France, la noblesse étant, depuis Catherine II, très francophile (le français est la langue d'usage à la Cour jusqu'à la chute de la dynastie, malgré une concurrence de plus en plus forte de l'allemand), causant ainsi l'une des plus grandes diasporas du XXe siècle. Les « blancs » restés en Union soviétique, mais aussi tous les descendants de boyards en tant que classe, seront traqués par le NKVD puis par le KGB pour être finalement sommairement exécutés.
Le second courant est composé d'une partie de la petite noblesse et des nobles les plus libéraux (ainsi, Ilia Nikolaïevitch Oulianov, père de Lénine, est par exemple inscrit au 6e rang de la Table lors de sa mort, donc anobli à titre personnel) qui dans un premier temps tentent de s'adapter au régime soviétique.

## Les autres pays orthodoxes
Dans une aire géographique recouvrant les actuels pays de Moldavie, Roumanie, Bulgarie, Serbie, Bosnie, Monténégro et Grèce, il existait une classe aristocratique introduite par les proto-Bulgares : les Бойлα - boïlas, qui, après avoir intégré au VIIe siècle les nobles slaves installés dans les Balkans depuis le VIe siècle, appelés « joupans » (bulgare жупан, roumain jupân, grec γύπηανὀς, tous dérivés du slavon жупънь : maître de la terre), diffusa au IXe siècle vers le Nord-Est et fut à l'origine des boyards russes. À partir du XIVe siècle, le terme « boyard » remplace celui de « joupan » au nord du Danube, dans les pays roumains, tandis qu'au sud du fleuve, sous la domination ottomane, la noblesse chrétienne disparaît (soit massacrée, soit par expatriation dans les principautés roumaines, soit par passage à l'islam et intégration à l'élite turque). Lors de l'indépendance de ces pays, les familles princières émergentes sont en général d'origine roturière (Serbie) ou étrangère (Bulgarie).
La noblesse roumaine des principautés roumaines de Moldavie et Valachie, vassales des Ottomans mais restées autonomes, perdure jusqu'en 1947, mais est progressivement dépossédée de ses domaines lors des réformes agraires successives de 1865, 1907, 1921 et 1946. La classe des boyards roumains se divisa au XVIIIe siècle entre conservateurs (partisans du maintien des principautés, de l'ordre social établi, de la prépondérance de l'Église) et rénovateurs (partisans d'un État unitaire constitutionnel, qui prirent une part importante dans la constitution de l'État roumain moderne : dès 1792, les boyards de Moldavie envoient une requête à l’empereur de Russie, demandant la création d’un État roumain indépendant ; ceux de Valachie firent la même requête en 1802 à Napoléon Bonaparte). Les rénovateurs eurent gain de cause en 1859.
Dans les zones à majorité orthodoxe de la Hongrie médiévale et de l'empire des Habsbourg (« Banats » serbes et roumains, marches-frontières, principauté de Transylvanie), les boyards, déclassés en tant que « schismatiques » (la monarchie tant hongroise qu'habsbourgeoise étant catholique), se sont progressivement soit intégrés à la noblesse hongroise ou autrichienne en passant au catholicisme (cas de la famille de Jean Hunyadi), soit expatriés dans les royaumes ou principautés serbes (telles la Rama, la Zeta, la Rascie ou le Monténégro) ou dans les principautés roumaines de Moldavie et Valachie.

## Les persécutions communistes
Les pays où l'on trouvait des boyards ont tous été soumis au communisme, soit en tant que membres de l'URSS, soit en tant que pays satellites liés par le pacte de Varsovie. Les boyards ont ainsi disparu plus ou moins progressivement en tant que classe. Soit ils s'exilèrent, soit ils furent massacrés dans les premiers temps du régime communiste ; de toute manière, leurs privilèges et leur statut furent abolis.
Ian Sodrabs, dit « Lattis », directeur de la police politique communiste (Tchéka), affirme clairement dans la Pravda du 23 août 1918 que : « Notre action ne vise pas des personnes : nous exterminerons l'aristocratie, la bourgeoisie et les paysans réfractaires en tant que classes. Ne cherchez pas, dans nos enquêtes, des documents ou des preuves de ce que l'accusé aurait fait, en actes ou en paroles, contre les autorités de la République Socialiste Fédérative Soviétique de Russie. Ce n'est pas la question : la question, c'est à quelle classe il appartient, quelle est son origine, son éducation, ses opinions, sa profession ». À la suite de la « terreur rouge » et aux purges staliniennes, il ne restera quasiment plus aucun survivant de la classe des boyards en Union soviétique à partir du milieu du XXe siècle. Effectivement, les purges staliniennes ne consistent pas comme le seul événement historique ayant causé une grande extermination des boyards, on retrouve également la période du régime de terreur instauré par Ivan le Terrible. Grand personnage des plus violents, le nombre de boyards decimés au cours de cette période est estimé à 10 000 morts. En Moldavie et Roumanie, cette aristocratie, comme son homologue russe, est contrainte à l'exil ou massacrée en tant que classe dans les décennies suivantes, à de rares exceptions près comme Alexandru Paléologu.
Les expatriés ont parfois été intégrés dans l'aristocratie occidentale par mariages (processus déjà commencé avant le communisme, comme dans le cas d'Anna de Noailles, née princesse Brâncoveanu, ou de Maurice Paléologue). Mais la plupart se sont fondus dans la population du pays d'accueil, et rares sont ceux qui revendiquent encore un statut de boyards (la plupart de ceux qui le revendiquent ne le sont pas : par exemple, des dizaines d'Américains, d'Allemands ou de Français se réclament de Dracula depuis la chute du communisme). En fait, jusqu'au milieu des années 1990, les exilés, qu'ils soient d'origine « blanche » ou non, ont toujours vécu dans la peur des assassinats ciblés du NKVD puis du KGB, et les habitudes prises durant presque huit décennies afin de cacher leurs origines sont difficiles à changer, certains descendants de boyards ignorant même l'appartenance de leurs ascendants à cette ancienne classe de nobles.